# Henryk Szwedowski
Henryk Szwedowski (ur. 19 stycznia 1901 w Pilaszkowice, zm. 26 lipca 1946 w Appleton-le-Moors) – chorąży pilot Polskich Sił Powietrznych w Wielkiej Brytanii.

## Życiorys
5 stycznia 1929 pełnił służbę w 3 pułku lotniczym jako podoficer zawodowy w stopniu plutonowego pilota. W kampanii wrześniowej 1939 walczył w składzie 216 eskadry bombowej, w stopniu starszego sierżanta, jako pilot samolotu PZL.37 Łoś.
Poprzez Buczacz i Bukareszt trafił do Polskich Sił Powietrznych na Zachodzie, gdzie otrzymał numer służbowy RAF 780128 i służył w 300 dywizjonie bombowym Ziemi Mazowieckiej i 301 dywizjonie bombowym Ziemi Pomorskiej. 
26 lipca 1946 zginął w wypadku lotniczym podczas ćwiczeń w szkole pilotażu RAF w Leconfield, gdzie był instruktorem. Jego Wellington BJ884 nad Appleton-le-Moors zderzył się w powietrzu z ćwiczącym atak samolotem Spitfire, zginęła cała załoga. Spoczywa na cmentarzu w Newark, mogiła G.322.

## Ordery i odznaczenia
- Krzyż Walecznych – trzykrotnie
- Srebrny Krzyż Zasługi z Mieczami
- Medal Pamiątkowy za Wojnę 1918–1921
- Medal Dziesięciolecia Odzyskanej Niepodległości
- Medal Lotniczy - czterokrotnie